# Notanwalt
Ein Notanwalt ist ein Rechtsanwalt, der vom Gericht zur Vertretung einer Partei bestimmt wird, wenn diese selbst keinen zur Vertretung bereiten Anwalt findet.

## Voraussetzungen
Die Voraussetzungen für die Beiordnung eines Notanwalts sind in § 78b ZPO geregelt. Sie gelten über Verweise auch in einigen anderen deutschen Gerichtsbarkeiten. Für die Strafgerichte kann grundsätzlich kein Notanwalt beigeordnet werden (z. B. für die Rechtsbeschwerde in Verfahren nach dem Strafvollzugsgesetz), weil die Gerichte die Möglichkeit, das Rechtsmittel zur Niederschrift der Geschäftsstelle des Beschwerdegerichts einzureichen, für ausreichend erachten. In den Fällen der notwendigen Verteidigung (§ 140 StPO) bestellt das Gericht einen Pflichtverteidiger. Umstritten ist, ob die Beiordnung eines Notanwalts für das Klageerzwingungsverfahren möglich ist.
Der Notanwalt kann die Vertretung im Hauptsacheverfahren von der Zahlung eines angemessenen Vorschusses (§ 9 RVG) abhängig machen kann.
Das Verfahren zur Bestellung eines Notanwalts unterliegt nicht dem Anwaltszwang, das gilt auch für die sofortige Beschwerde gegen die Ablehnung des Antrags und einer eventuellen Anhörungsrüge.

### Anwaltsprozess
Ein Notanwalt kann nur für einen Prozess beigeordnet werden, in dem die Vertretung durch Anwälte vorgeschrieben ist; es muss sich also um einen Anwaltsprozess handeln.

### Kein zur Vertretung bereiter Anwalt
Voraussetzung ist, dass die Partei trotz zumutbarer Bemühungen keinen zur Vertretung bereiten Anwalt findet. Sie muss die Voraussetzungen substantiiert darlegen. Jedoch dürfen die Voraussetzungen nicht deshalb vorliegen, weil die Partei keinen Kostenvorschuss an den Anwalt gezahlt hat.
Die Gerichte legen hier einen sehr strengen Maßstab an. Der Bundesgerichtshof hat es für nicht ausreichend erachtet, dass sich eine Partei bei lediglich vier Anwälten (von 28 am Bundesgerichtshof zugelassenen Anwälten) um eine Vertretung bemüht hat. Andere Gerichte, bei denen es mehr postulationsfähige Rechtsanwälte im Gerichtsbezirk gibt, verlangen teilweise noch eine deutlich höhere Zahl an erfolglosen Anfragen.
Es ist allgemein nicht ausreichend, erst am letzten Tag der Rechtsmittelfrist Anwälte um eine Vertretung zu ersuchen. Findet sich aus diesem Grund kein zur Vertretung bereiter Anwalt, kann dem Antragsteller dennoch kein Notanwalt beigeordnet werden.

### Keine Aussichtslosigkeit oder Mutwilligkeit
Die Beiordnung eines Notanwalts setzt ferner voraus, dass die Rechtsverfolgung oder -verteidigung nicht aussichtslos oder mutwillig ist.
An die Aussichtslosigkeit werden dabei strengere Anforderungen gestellt als beispielsweise an die hinreichende Erfolgsaussicht bei der Bewilligung von Prozesskostenhilfe. Es reicht nicht bereits aus, dass eine Niederlage in der Hauptsache wahrscheinlicher wäre als ein Obsiegen, sondern es darf keine denkbare Möglichkeit, auch nicht durch eine ausführliche anwaltliche Begründung, geben, dass der Prozess zugunsten des Antragstellers ausgehen könnte. Hierdurch soll primär der Anwalt geschützt werden, dem es nicht zuzumuten ist, offensichtlich aussichtslose Verfahren zu betreiben.
Eine Mutwilligkeit liegt etwa dann vor, wenn der Antragsteller zuvor bereits durch einen Anwalt vertreten war, dieser aber das Mandat niedergelegt hat. Hier muss der Antragsteller nachweisen, dass er die Mandatsniederlegung nicht zu vertreten hat. Wurde dem Antragsteller bereits ein Notanwalt beigeordnet und hat dieser erfolgreich die Entpflichtung beantragt, kommt die Beiordnung eines weiteren Notanwalts unter keinen Umständen in Betracht.

## Folgen des Antrags
Ist der Antrag erfolgreich, wird dem Antragsteller vom Vorsitzenden des Prozessgerichts ein Anwalt beigeordnet. Nach § 78c Abs. 1 ZPO kann der Vorsitzende dabei aus allen Anwälten wählen, die im Bezirk des Prozessgerichts niedergelassen sind. Gegen die Auswahl des Anwalts steht sowohl dem Antragsteller als auch dem betroffenen Anwalt das Rechtsmittel der sofortigen Beschwerde zu.
Wird der Antrag abgelehnt, ist hiergegen ebenfalls das Rechtsmittel der sofortigen Beschwerde gegeben.
Ist die Frist zur Einlegung eines Rechtsmittels abgelaufen und hat die Partei noch innerhalb der Frist einen Antrag auf Beiordnung eines Notanwalts gestellt, kann der sodann beigeordnete Anwalt für die Einlegung des Rechtsmittels Wiedereinsetzung in den vorigen Stand beantragen.
Der Anwalt kann die Vertretung von der Zahlung eines Kostenvorschusses abhängig machen, ansonsten ist er aber nach § 48 BRAO zur Vertretung der Partei verpflichtet und kann nur aus wichtigem Grund die Entpflichtung beim Prozessgericht beantragen. Wird diese abgelehnt, ist auch hier das Rechtsmittel der sofortigen Beschwerde gegeben.